# Divize D 2013/2014
V soubojích 49. ročníku Moravskoslezské divize D 2013/14 (jedna ze skupin 4. fotbalové ligy) se utkalo 16 týmů každý s každým dvoukolovým systémem podzim–jaro. Tento ročník začal v sobotu 10. srpna 2013 úvodními šesti zápasy 1. kola a skončil v sobotu 14. června 2014 zbývajícími sedmi zápasy 30. kola.

## Nové týmy v sezoně 2013/14
- Z MSFL 2012/13 sestoupilo do Divize D mužstvo FC Slovan Rosice.
- Z Přeboru Jihomoravského kraje 2012/13 postoupilo vítězné mužstvo FK Blansko.
- Z Přeboru Zlínského kraje 2012/13 postoupilo vítězné mužstvo ČSK Uherský Brod.
- Z Přeboru Vysočiny 2012/13 postoupilo vítězné mužstvo FSC Stará Říše.

## Kluby podle krajů
- Jihomoravský (8): MFK Vyškov, FC Slovan Rosice, SK Líšeň, FK Blansko, RSM Hodonín, TJ Sokol Tasovice, FC Dosta Bystrc-Kníničky, TJ Tatran Bohunice.
- Vysočina (6): SFK Vrchovina, FC Velké Meziříčí, SK Bystřice nad Pernštejnem, TJ Slavoj TKZ Polná, FK Pelhřimov, FSC Stará Říše.
- Zlínský (2): ČSK Uherský Brod, TJ FS Napajedla.

## Konečná tabulka
Zdroj: 
| Poř. | Tým                         | Z  | V  | R  | P  | VG | OG | B  |
| ---- | --------------------------- | -- | -- | -- | -- | -- | -- | -- |
| 1.   | MFK Vyškov                  | 30 | 20 | 6  | 4  | 70 | 31 | 66 |
| 2.   | FC Slovan Rosice (S)        | 30 | 21 | 2  | 7  | 65 | 34 | 65 |
| 3.   | SFK Vrchovina               | 30 | 16 | 5  | 9  | 40 | 37 | 53 |
| 4.   | SK Líšeň                    | 30 | 14 | 7  | 9  | 59 | 32 | 49 |
| 5.   | FK Blansko (N)              | 30 | 11 | 9  | 10 | 53 | 50 | 42 |
| 6.   | FC Velké Meziříčí           | 30 | 12 | 5  | 13 | 43 | 48 | 41 |
| 7.   | SK Bystřice nad Pernštejnem | 30 | 11 | 6  | 13 | 40 | 48 | 39 |
| 8.   | TJ Slavoj TKZ Polná         | 30 | 10 | 8  | 12 | 51 | 57 | 38 |
| 9.   | FK Pelhřimov                | 30 | 11 | 5  | 14 | 60 | 57 | 38 |
| 10.  | FSC Stará Říše (N)          | 30 | 9  | 9  | 12 | 43 | 58 | 36 |
| 11.  | RSM Hodonín                 | 30 | 7  | 14 | 9  | 37 | 41 | 35 |
| 12.  | ČSK Uherský Brod (N)        | 30 | 9  | 8  | 13 | 28 | 48 | 35 |
| 13.  | TJ FS Napajedla             | 30 | 10 | 4  | 16 | 36 | 47 | 34 |
| 14.  | TJ Sokol Tasovice           | 30 | 9  | 6  | 15 | 46 | 53 | 33 |
| 15.  | FC Dosta Bystrc-Kníničky    | 30 | 7  | 10 | 13 | 48 | 60 | 31 |
| 16.  | TJ Tatran Bohunice          | 30 | 7  | 8  | 15 | 37 | 55 | 29 |

Poznámky:
- Z = Odehrané zápasy; V = Vítězství; R = Remízy; P = Prohry; VG = Vstřelené góly; OG = Obdržené góly; B = Body; (S) = Mužstvo sestoupivší z vyšší soutěže; (N) = Mužstvo postoupivší z nižší soutěže (nováček)
- O pořadí na 8. a 9. místě rozhodla bilance vzájemných zápasů: Polná - Pelhřimov 4:0, Pelhřimov - Polná 4:3[2]
- O pořadí na 11. a 12. místě rozhodlo lepší skóre Hodonína, bilance vzájemných zápasů byla vyrovnaná: Hodonín - Uherský Brod 1:1, Uherský Brod - Hodonín 2:2[2]

|  | Postup do MSFL 2014/15                         |
|  | Sestup do Přeboru Jihomoravského kraje 2014/15 |